# 최고 보안 책임자
최고 보안 책임자(Chief Security Officer, CSO)는 보안에 대한 기업의 최고 책임자를 말한다. 또는 최고정보보호책임자(最高情報保護責任者, Chief Information Security Officer, CISO)를 지칭하기도 한다.

## 개요
최고 보안 책임자는 개발,구현,조직의 회사 보안 비전에 대한 관리, 전략과 프로그램에 대해 책임지는 비즈니스 리더로서의 역할을 수행한다. 그들은 위험을 경감시키고, 사고에 대응하며, 재무적, 물리적, 인적 위험에 대한 모든 분야안에서 유출될 수 있는 경향을 감소하기 위해 조직에 걸쳐 보안 프로세스를 식별하고, 개발하고, 구현하고 유지하는 일에 대한 직접 명령권자이다. 이들은 지적인 자산에 관련된 적합한 표준과 위험 통제들을 수립하고 자료 보안과 관련된 정책과 절차의 수립과 구현을 명령한다. 정보보호를 우선적으로 책임지는 이들은 직책을 구별짓기 위해서 최고 정보 보호 책임자의 직함을 가지기도 한다.

## 배경
독자적인 소셜 네트워크 서비스인 BBM채널을 개시하고 있는 미국의 기업, 블랙베리는 2013년 11월 25일 고위 간부 3명의 퇴사를 발표했는데 신임 최고 경영 책임자(CEO)는 실적이 부진한 회사를 재건하기 위해서 소비자용 시장에서 비즈니스용 시장으로의 이행을 추진하고 있다. 이런 전략에 따라서 블랙베리는 인선을 실시하여  최고 재무 책임자(CFO)와 최고 집행 책임자(COO), 최고 마케팅 책임자(CMO) 등의 퇴사를 공식화했다.
이처럼 최근의 경영환경이 정보중심으로 급변함에 따라 정보화문제를 총괄하는 고위직 책임자가 필요하게 되었는데 이를 CIO(최고혁신책임자, chief innovation officer)라 지칭하기도 하는데 CIO는 매출을 증가시킬 수 있는 전략을 수립하고, 새로운 사업을 발굴해 업무, 외부 기업과 제휴를 주도하거나, 투자 집행을 어디에 어떻게 해야 할지 결정하는 역할 등을 담당한다.
CIO는 1998년 출판된 <4세대 혁신>이란 책에서 처음으로 언급되었는데, 이 책의 저자 윌리엄 밀러는 기업의 필수 생존조건으로 혁신을 강조하였다. CIO 외에 최고문화책임자(CCO:chief culture officer), 최고지속가능경영책임자(CSO:chief sustainability officer) 등도 새롭게 부상하고 있는 기업 내 새로운 직책이다.
미국에서는 GE, 애플 등에서 도입했고 대한민국에서는 삼성·아시아나항공 등에서 이 제도를 도입해 실시하고 있다.
경영 전략에 따른 정보 전략이나 IT 투자 계획 책정 등에 책임을 진다. 정보 시스템 부문의 책임자를 겸하는 경우도 많다. 직무상 보고자는 최고경영책임자(CEO)일 경우가 많지만, 최고재무책임자(CFO)에게 보고하는 경우도 있다. 또한 군사 조직에서는 지휘관에게 보고한다. 최고보안책임자(CSO)나  최고정보책임자(CIO)는 개인 정보를 보호하고, 정보 유출을 막는 책임을 지는 기능을 담당한다. CSO, CIO의 역할은 때때로 정보뿐 아니라, 지식도 취급하는 최고지식책임자(CKO)로 확장되기도 한다.
CIO에 관련된 명확한 자격은 없지만, CIO 역할을 하려면 정보과학, 소프트웨어 공학 등의 지식이 필요하다. 경영에 관한 지식이나 리더십 등의 경험도 요구된다. 하지만 다량의 정보유출의 문제점이 제기되면서 정보유출 사고예방 해법으로 빅데이터 분석을 제안했는데 최근 정보유출 사고는 정상적인 경로를 통해 이뤄지고 있다면서 사람 행동이나 시스템 변화를 잘 파악하고 있으면 정보 유출을 예방할 수 있다는 견해와 함께 사람과 정보시스템의 평상시 상황과 특정 이벤트 대상 빅데이터 분석을 실시, 정보보호 체계에 적용해야 한다는 견해이다.
보안 체계도 서버 등 정보자산별로 유연하게 적용하여 각종 정보보호 제품으로 모든 것을 차단하면 비즈니스 효율성이 떨어진다며 빅데이터 분석으로 각종 비즈니스 위험요인을 사전에 파악, 이를 집중 관리해야 한다고 주장한다. 이렇게 기업 내 정보유출을 막기 위해 빅데이터 분석 기반 정보보호 체계가 필요하다는 주장이 제기되면서 최고정보책임자와 최고보안책임자의 업무가 합해져 기업 내 CISO 역할에 대해서도 언급했다. CISO는 가장 먼저 기업 내 비즈니스 환경과 위험요인을 파악해야 하고 이사회 등 경영진 회의에 자주 참석하는 것이 방안이라고 제안했다.

## 관련 용어
- 최고경영자(CEO)
- 최고정보책임자(CIO)
- 최고재무책임자(CFO)
- 최고집행책임자(COO)
- 최고지식책임자(CKO)
- 최고기술책임자(CTO)
- 최고마케팅책임자(CMO)
- 최고위험관리책임자(CRO)
- 최고경영전략책임자(CSO)
- 최고행정책임자(CAO)
- 최고지재관리책임자(CPO)

## 참고 문헌
- 「21세기 경영대가를 만나다」, 월드클래스 리더 8인의 위대한 리더십 철학과 살아있는 경쟁전략 CEO 편, 선우정 저, 김영사(2008년, 223~225p)
- 「애플의 법칙」, 스티브 잡스의 비정한 결정, 하야시 노부유키 저, 정지은 역, 살림Biz(2008년, 76~81p)
- 이 문서에는 다음커뮤니케이션(현 카카오)에서 GFDL 또는 CC-SA 라이선스로 배포한 글로벌 세계대백과사전의 내용을 기초로 작성된 글이 포함되어 있습니다.